# ولسوالی سانچارک
ولسوالی سانچارَک یا سَنگچارَک، سانچایرَک یکی از ۷ ولسوالی‌‌‌‌ ولایت سرپل، به مرکزیت شهر تکزار در شمال افغانستان است. سانچارَک از ولسوالی‌های درجه اول ولایت سرپل بوده، ۱۰۳۶٫۹ کیلومترمربع مساحت دارد و چهارمین ولسوالی بزرگ‌ سرپل می‌باشد. این ولسوالی با ۱۱۵٬۰۵۰ نفر جمعیت در سال ۱۳۹۹، دومین ولسوالی پر چمعیت ولایت سرپل است.
ولسوالی سانچارَک ۶۰ کیلومتر از شهر سرپل فاصله دارد و از شمال شرق و شرق با ولسوالی گوسفندی، از شمال غرب با ولسوالی سوزمه قلعه، از جنوب شرق با ولسوالی بلخاب و از جنوب‌ غرب با ولسوالی بلخاب محدود می‌باشد.

## نام
پوهاند محمد حسین یمین دربارهٔ نام‌گذاری سانچارک می‌نویسد به گونه ایی که در آثار متقدمان و جغرافیه نگاران پیشین آمده‌است و این شهر را «سان»، «آسان» و «سانج» ضبط کرده‌اند معلوم می‌شود که نام اصلی آن همین «سان» و «چارک» ناحیهٔ دیگری در جوار آن بوده که بعداً با ناحیه «سان» پیوسته و سان چارک شده‌است، این نکته را تقی‌زاده نیز تأیید کرده‌است.
«سان» که دارای معانی مختلف می‌باشد، دو معنای آن در مورد تسمیه این شهر درست می‌نماید یکی سامان و اسباب و لوازم و ارزاق و دوم معنای عرضه شدن لشکر یعنی سان دیدن فوج. در ارتباط به معنای نخستین، چون سرپل یا انبار، شهری بزرگ و معروف و مدتی زیاد محل تجمع بازرگان و حتی بارگه (بندر) بوده‌است ممکن این ناحیه سرپل به اعتبار مرکزیت تجارتی دارای ذخایر اشیا و انبار مواد بوده و از این رهگذر به سان مسمی شده‌است.
با ارتباط به معنای دوم که چون سرپل یا انبار از یک طرف مرکز یا پایتخت شاهان فریغونی بوده و از جانب دیگر مرکز اداره ابومسلم خراسانی و محل فعالیت‌های نظامی وی علیه حکومت امویان بوده‌است با این شواهد می‌توان تخمین کرد که این ناحیه مرکز نظامی و محل سان دیدن آل فریغون یا ابومسلم خراسانی بوده باشد؛ و چارک شاید منطقه همجوار آن بوده که بعدتر به این ناحیه پیوسته است و یک ناحیه دونامه شده‌است که شهرک‌های دونامه در کشور افغانستان بسیار بوده‌است از جمله مثلاً: «سیغان و کهمرد»، «مدر وموی»، «روی دوآب»، «کران و منجان»...
بعضاً در مورد وجه تسمیه سان چارک روایتی را نیز ارائه کرده‌اند بدین گونه که گویند چون یکی سیر سنگ چارک، شانزده سیر کابل = چارسیر مزارشریف بوده‌است بنابران این ناحیه را از اینکه یک چارک آن برابر با سیر دیگر جای است آن را سنگ چارک گفته‌اند.
در بعضی از منابع «سنگچارک» را فرح افزا گفته‌اند آن هم به جهت اینکه ناحیه سنگ چارک به هفت تگاب منقسم شده و هر یک از تگاب‌ها دارای مناظر ویژه، زیبا و دیدنی است از آنرو با صفت «فرح افزا» موصوف شده‌است.
همچنین سید علی نقی میر حسینی در کتاب سانچارک در بستر زمان می‌نویسد که در حدود قرن ۱۳ هجری اصطلاح شاعرانه خرم فزا جای واژه سانچارک را می‌گیرد و در منابع این دوره به این به نام ثبت می‌گردد.

## جغرافیا
جغرافیای طبیعی سانچارک را تپه‌های خاکی پیوسته و کم ارتفاع تشکیل می‌دهد که برای کشت دیم مناسب‌اند. آب‌ها و چشمه سارهای که از جنوب و جنوب غربی جریان می یابد، و از میان تپه‌ها می‌گذرد، ولسوالی سانچارک را ۷ تگاب (دره) اصلی و چند تگاب فرعی تقسیم می‌کند و سرانجام به سمت شمال (سرپل) جریان می یابد.  شاهمرد، جویبار، مسجد سبز، انگشت شاه، چارو، پاله، اُلمَ و آبخور تگاب‌های اصلی منطقهٔ سانچارک را تشکیل می‌دهند. از تگاب‌های فرعی هم می‌توان مَلک، دره زَمچی و خاسار را نام برد.

## آب و هوا
ولسوالی سانچارک به صورت عمومی دارای آب‌وهوای معتدل است؛ با اینحال گاهی اوقات در گرمترین روزهای تابستان دمایش به ۴۰ تا ۴۲ درجه می‌رسد و در زمستان تا حدود ده درجه زیر صفر هم ممکن است برسد.

## تاریخچه
پوهاند محمد حسین یمین در کتاب افغانستان تاریخی دربارهٔ سانچارک آورده‌است که این ناحیه در جنوب شرق سرپل و در شمال کوهستان‌ها آن موقعیت دارد. اشکال العالم، اصطخری و ابن حوقل (قرن چهارم هجری) این شهر را سان گفته و از شهرهای جوزجانان به حساب آورده‌اند، یاقوت حموی و معین الدین اسفزاری آن را از دهکده‌های بلخ دانسته‌اند و همه آن را شهری دارای بستان‌ها و باقهای انگور، آب‌های روان و آبادان وصف کرده‌اند مؤلف حدود العالم نیز این شهر را سان ضبط کرده، گوید که ناحیتی آبادان است و از وی گوسپند بسیار خیزد.
در جغرافیای موسس خورناتسی مورخ ارمنی (قرن پنجم میلادی) به شکل «سان» آمده‌است. مارکوارت (ص ۸۶) آن را «سان و صهارک» و اما یعقوبی «سان و صمعاکن» ثبت کرده‌است و در بابرنامه به شکل «سان وچارک» آمده‌است. این شهر امروز «سانچارک» و «سنگ چارک» گفته می‌شود.
سنگ چارک در برخی آثار «سانج» هم آماده است و شکل نسبتی آن را «سانجی» (به فتح سوم) آورده‌اند. سعید نفیسی با اشاره به ادعای خاورشناسان و به ویژه شفر کلمه سانج را با سابخ با (باوخا) دانسته و آن را نسخه بدل شادیاخ گفته‌است. اما به قول استاد خلیلی سانج همان سان چارک و شادیاخ شکل متحول شادیان می‌باشد که نزدیک بلخ و مزارشریف در یکی از دره‌های مستحکم و شاداب واقع شده و اکنون نیز به همین نام موسوم و آثار باستانی در آن مشهود است.
در کتاب تذکره مقیم خانی نوشته محمد یوسف منشی در سال ۱۱۱۶ هجری قمری، سانچارک در صفحه ۱۵۷ به صورت «سنگ چاریک» آمده‌است. همچنین در صفحات ۲۷۰ و ۲۷۲ این کتاب به صورت «سان جاریک» نوشته شده‌است.

## اقتصاد
این ولسوالی به عنوان عمده‌ترین منطقه تولید کشمش، قالین و قالینچه می‌باشد.

## سیاست
در حال حاضر نقیب الله دقیق ولسوال (فرماندار) سانچارک می‌باشد. همچنین عبدالحسن اندرابی  نیز قومندان امنیه (رئیس پلیس) این ولسوالی می‌باشد.

## مردم‌
جمعیت ولسوالی سانچارک حدود ۱۱۵.۰۵۰ در سال ۱۳۹۰ تن بوده‌است. جمعیت ولسوالی سانچارک متشکل از پنج قوم (تاجیک ۵۵٪، هزاره‌ها ۳۰٪، ازبک‌ها ۸٪، سادات ۵٪ و پشتون ۲٪) است. طبق سرشماری شورای ولایتی جوزجان در سال ۱۳۷۰ نزدیک به چهل هزار نفر از جمعیت سانچارک را شیعیان تشکیل می‌دادند. شیعیان بیشتر در دامنۀ کوه‌ها در جنوب و جنوب غرب این ولسوالی زندگی می‌کنند. در سال ۱۳۴۸ حاج سید اسحاق وکیل (برادرزادۀ سید غلامحسن واعظ) از شیعیان سانچارک با حمایت اهل سنت و غلبه بر اکرام خان به عنوان نمایندۀ مجلس شورای ملی برگزیده می‌شود.

## آموزش
در مجموع ۲۴٬۰۰۰ هزار دانش‌آموز دختر و پسر در ولسوالی سانچارک مشغول فراگیری و آموزش هستند. همچنین ۶۵ باب مکتب نیز در این ولسوالی فعال است.

## صحت
در سانچارک دو کلنیک، یکی در منطقه اوقاف و یکی در شهر تکزار فعال است.

## حمل و نقل
در ولسوالی سانچارک حدود ۱۸ کیلومتر سرک جغل اندازی شده وجود دارد. همچنین ۲۳۲ کیلومتر از سرک‌های این ولسوالی خامه است.

## پی‌نوشت‌ها
1. ↑  «برآورد نفوس کشور:١٣٩٩» (PDF). اداراه احصائیه مرکزی افغانستان. ٢٨ می ٢٠٢٠. بایگانی‌شده از اصلی (PDF) در ۳ ژوئیه ۲۰۲۰. دریافت‌شده در ٢٨ می ٢٠٢١.
2. 1 2  تطبیق ماستر پلان شهری در شهر توگزار ولسوالی سانچارک، رادیو آزادی، ۱۹ سرطان ۱۳۹۰
3. ↑  Afghanistan Provincial Development Plan, Provincial Profile of Sar-i-Pul, UNAMA
4. 1 2 3 4  جمهوری اسلامی افغانستان، وزارت احیاء و انکشاف دهات، برنامهٔ ملی انکشاف ساحوی، پلان انکشافی ولسوالی سانچارک ولایت سرپل.
5. 1 2 3 4 5 6 7 8  محمد حسین یمین (۱۳۸۰)، افغانستان تاریخی، کابل: انتشارات کتاب، ص. صفحات ۱۶۰ الی ۱۶۲
6. 1 2  علی نقی میر حسینی (۱۳۸۸)، سانچارک در بستر زمان، قم: اشراق، ص. ؟
7. ↑  سید حسن احمدی نژاد بلخی، آرامگاه های خاندان پیامبر در افغانستان، قم، نشر مجمع ذخائر اسلامی، چاپ اول، ۱۳۹۴ ش، ص ۱۹۳ .
8. ↑  محمد یوسف منشی (۱۳۸۰)، تذکره مقیم خانی (ویراست فرشته صرافان)، تهران: مرکز نشر میراث مکتوب، ص. ۱۵۷، ۲۷۰ و ۲۷۲، شابک ۹۶۴-۶۷۸۱-۴۹-۷
9. ↑  «مقام ولایت بلخ، شماره‌های تماس رؤسای ادارات دولتی ولایت سرپل». بایگانی‌شده از اصلی در ۷ فوریه ۲۰۱۲. دریافت‌شده در ۱۸ اوت ۲۰۱۱.
10. ↑  قوماندان امنیه سانچارک مجروح گردید، آژانس خبری پژواک، ۴/۹/۱۳۹۰[پیوند مرده]
11. ↑  حسینی بلخابی، عاشورائیان سانچارک، ص ؟.
12. ↑  سید کریم جاوید، مکتب متوسطه بهارک در ولسوالی سانچارک افتتاح شد، دویچه‌وله، ۱۴ ژانویهٔ۲۰۱۱
13. 1 2  «عدم دسترسی باشنده گان ولسوالی سانچارک به مراکز صحی، رادیو آزادی، ۲ عقرب ۱۳۹۱». بایگانی‌شده از اصلی در ۴ مه ۲۰۱۵. دریافت‌شده در ۳ نوامبر ۲۰۱۲.